# Zahrib
Zahrib este o localitate din comuna Cerknica, Slovenia, cu o populație de 8 locuitori.